# Maartin Allcock

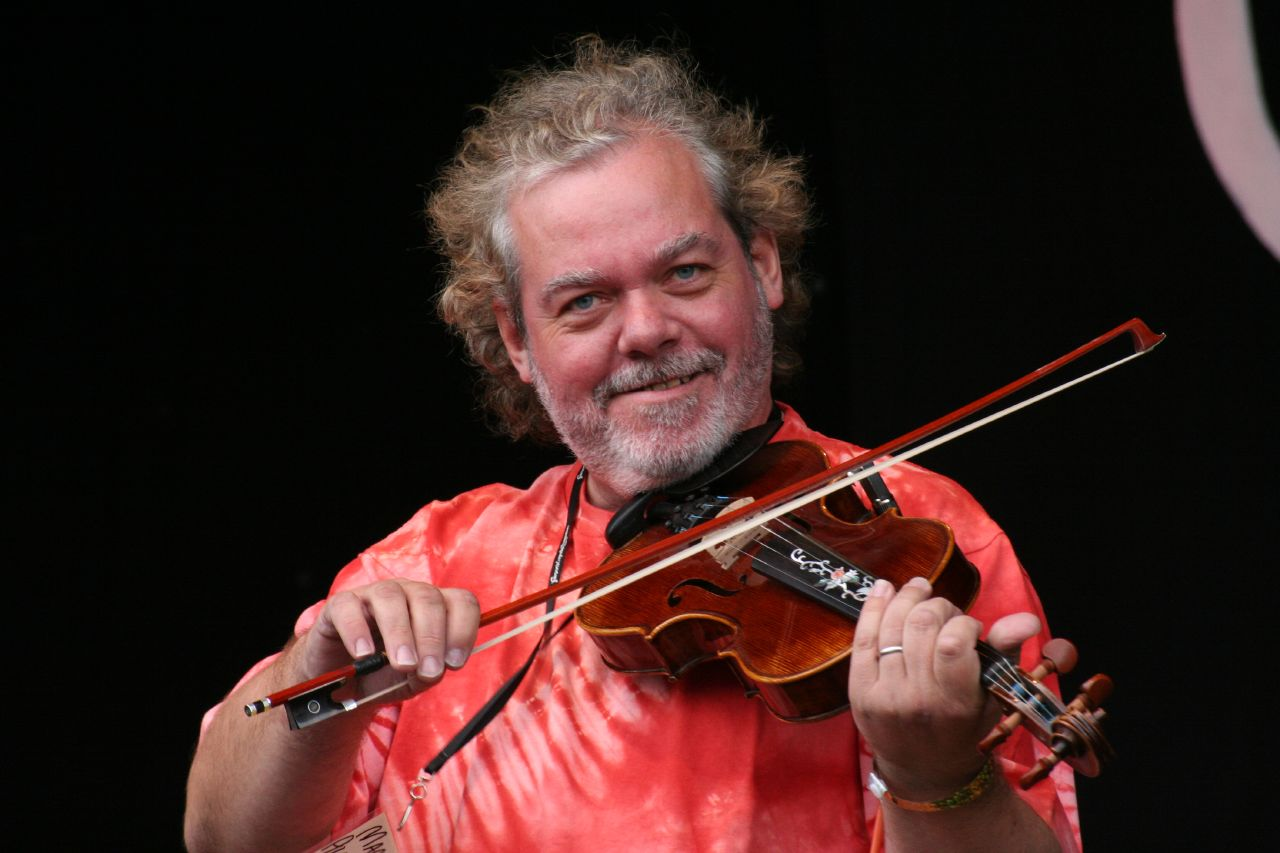
Maartin Allcock (2006)

Maartin Allcock (Manchester, 5 januari 1957 – Bangor, 16 september 2018) was een Engelse multi-instrumentalist, bassist en gitarist. 

## Loopbaan
Na zijn muziekstudie in Huddersfield en Leeds maakte hij zijn eerste toer met Mike Harding in 1977. Hij werkte een tijdje in Bretagne waar hij leerde voor kok en werkte daarna als zodanig op de Shetlandeilanden.
In 1981 kwam Allcock terug in de muziek met The Bully Wee Band, een keltische folkgroep. Daarna toerde hij met Kieran Halpin door het Verenigd Koninkrijk, Ierland en Europa tot hij werd uitgenodigd door Fairport Convention als leidende gitarist in 1985; hij toerde met de band door het VK, de Verenigde Staten, Europa, Australië, Turkije, Hongkong en Bermuda. 
In 1988 werd hij gevraagd te spelen bij Jethro Tull op toetsen, waar hij vier jaar meedeed aan toeren door Oost-Europa, Turkije and Estland. 
In oktober 1999 produceerde Allcock zijn tweede soloalbum, OX15, met gastoptredens van Ian Anderson en de Indiase zangeres Najma Akhtar. Hij verhuisde in 2001 naar Snowdonia en studeerde daar Welsh aan het Coleg Harlech.
In 2002 toerde Allcock met Blue Tapestry, Kieran Halpin, Orchard met Dave Swarbrick, Beryl Marriott en Kevin Dempsey en toerde ook met Gilly Darbey door het Verenigd Koninkrijk, Duitsland, Zwitserland en Nederland met The John Wright Band. 
Allcock werkte in 2003 mee aan elf albums, twee televisieseries en toerde door Nederland, Duitsland en Italië. Hij bracht zijn derde soloalbum Serving Suggestion uit. Gevolgd door een toer in 2004 in Denemarken met John Wright, the Kieran Halpin Songbook Two, the Fairport Convention Songbook One en een album met Mairi Armstrong.
In 2005 werd het nieuwe trio Swarb's Lazarus gesticht. 2006 begon met een toer met Swarb's Lazarus en trouwde Allcock in Snowdonia. In 2007 begon hij met een opname voor Ralph McTell, een UK toer met Beth Nielsen Chapman en optredens met Swarb's Lazarus. In totaal heeft hij aan 200 albums als solist, producer, sessie-speler of op een andere manier meegewerkt. 
Allcock woonde met zijn vrouw in de buurt van Harlech aan de westkust van Wales. Hij overleed op 61-jarige leeftijd in een ziekenhuis in Bangor (Wales) aan leverkanker.

## Discografie
1976
- Plexus, Plexus
- Graham Shaw, I Am The Minstrel

1978
- Mike Harding, Captain Paralytic And The Brown Ale Cowboys

1979
- One-Eyed Jack, Take-Away
- Plexus, Life Up The Creek Hill & Dale

1985
- Kieran Halpin, Live And Kicking

1986
- Fairport Convention, Here Live Tonight
- Kipper Family, The Crab Wars
- Fairport Convention, Expletive Delighted
- Mark Germino, London Moon & Barnyard Memories
- Fairport Convention, More Live Tonight

1987
- Fairport Convention, Cropredy Capers (video)
- Ralph McTell, Bridge Of Sighs
- Fairport Convention, Meet On The Ledge
- Fairport Convention, The Other Boot
- Simon Nicol, Before Your Time
- Fairport Convention, In Real Time

1988
- Martin, Doug & Sara, Reelin'
- Mark Germino, Caught In The Act Of Being Ourselves
- Fairport Convention, The Third Leg
- Jethro Tull, 20 Years Of Jethro Tull

1989
- Fairport Convention, Red & Gold
- Jethro Tull, Rock Island
- Ralph McTell, Love Songs Collection
- Kieran Halpin, Crystal Ball Gazing
- Various (solotrack), Master Craftsmen

1990
- Simon & Sylvia Nicol, Singing Games For Children (video)
- Sally Barker, This Rhythm Is Mine
- Beverley Craven
- Various Circle Dance, Hokey Pokey
- Martin Allcock, Maart (soloalbum)
- Steve Ashley, Mysterious Ways
- Dan Ar Braz, Songs
- Frank Wise Schoolchildren, We Wish You A Merry Xmas

1991
- Fairport Convention, The Five Seasons
- Fairport Convention, Live Legends
- Dan Ar Braz, Frontieres de Sel
- Kieran Halpin, Mission Street
- Various, All Through The Year

1992
- Beryl Marriott, Weave The Mirror
- Ralph McTell, Silver Celebration (25 Years)
- Ralph McTell, The Boy With The Note
- Dan Ar Braz, Les Iles de la Memoire
- Dan Ar Braz, Reve de Siam
- Dan Ar Braz, Xavier Grall chante par Dan Ar Braz
- The Mission, Masque
- Jerry Donahue, Neck Of The Wood
- Simon Nicol, Consonant Please Carol

1993
- Robert Plant, Fate Of Nations
- Jethro Tull, 25th Anniversary Box Set
- Ralph McTell, Alphabet Zoo
- Beverley Craven, Love Scenes
- Fairport Convention, 25th Anniversary Live (2 cd's)
- Beth Nielsen Chapman, You Hold The Key
- Anthony Thistlethwaite, Cartwheels
- Various, Giving People Choices
- Various, Tanz & Folkfest Rudolstadt '92

1994
- Mrs Ackroyd Band, Gnus and Roses
- Ralph McTell, Slide Away The Screen
- Martin Barre, A Trick Of Memory
- Dan Ar Braz, Theme For The Green Lands
- Ashley Hutchings' Big Beat Combo, Twangin' 'n' a-Traddin'
- Christy Hennessy, Lord Of Your Eyes

1995
- Fairport Convention, Jewel In The Crown
- Jethro Tull, Live at Hammersmith Odeon 1991
- Ashley Hutchings, The Guv'nor's Big Birthday Bash
- Various [with Allan Taylor], Songs Of Fabrizio di Andre
- Allan Taylor, Faded Light
- Billy Connolly, Musical Tour Of Scotland
- Charlie Dore, Things Change

1996
- Judith Durham, Mona Lisas
- Fairport Acoustic Convention Old.New.Borrowed
- Hamish Imlach More And Merrier (laatste album)
- Steve Tilston & Maggie Boyle All Under The Sun
- Ron Lister Bluegenes
- Santino de Bartolo Navigando Radio Marconi
- Various The Best Of British Folk Rock
- Dave Swarbrick Folk On 2 (50th Birthday Concert)
- Dave Whetstone The Resolution Monkey's

1997
- Chris Leslie The Flow Beautiful
- Various (w. The Mandolin Allstars) The Acoustics Collection
- The Simon Mayor Quintet Mandolinquents
- Chris Haig English Folk (library music)
- Various (w. The Deep Sea Ensemble) Georgia On My Mind
- Rob Armstrong Silver Horizon
- Various (solotrack) Raise The Roof

1998
- Waz! Waz! (debuutalbum)
- Fairport Convention The Cropredy Box
- Fairport Convention Cropredy
- Fairport Convention Close To The Wind
- Dave Pegg And Friends Birthday Party
- Rad Segrt Behind Closed Doors
- Various (w. Tom Leary) Celtic Melodies Beautiful
- Various (w. McTell & Thompson) Georgia On Our Mind Deep Sea
- The Dylan Project The Dylan Project
- Freeway Jam Life In The Old Dogs Yet

1999
- Various (w. WAZ!) Huntingdon Folk
- WAZ! Fully Chromatic
- Fairport Convention Cropredy 98
- Fairport Convention Rhythm Of The Time
- Births Marriages & Deaths
- John Carter Clean The Page
- Andy Guttridge Twice In A Blue Moon
- Various (solotrack) A (A Tribute to Rob Armstrong)
- Maartin Allcock OX15 (soloalbum)

2000
- Kieran Halpin Jangle
- Tina McBain Silly Love Songs
- Nigel Stonier English Ghosts
- David Hughes Recognised
- Ray Hearne Broad Street Ballads
- Ralph McTell Red S
- Sally Barker Another Train-The Compilation
- Various (solotrack) The Churning Of The Milky Ocean
- Fairport Convention Kind Fortune Snapper

2001
- Emily Slade Shire Boy Rustic

2002
- Kieran Halpin Back Smiling Again
- Alistair Russell A19
- John Wright Dangerous Times Big Sky
- Blue Tapestry Live Fat Cat
- The Reel And Soul Association (Maartin Allcock & Sophie Polhill)
- Fairport Convention Fairport unConventional
- Fairport Convention Cropredy Festival 2001 (dvd)
- Fairport Convention From Cropredy to Portmeirion
- Various (with Fairport Convention) Heart Of England Vol 2
- Fairport Convention Cropredy 2002 - Another Gig Another Anniversary
- Fairport Convention Festival 2002
- Fairport Convention Heritage
- Fairport Convention Some Of Our Yesterdays 85-95

2003
- Sally Barker Maid in England
- Fairport Convention Then & Now 1982-1996: The Best Of Fairport Convention
- Steve Tilston Such And Such Market
- Emily Slade Fretless
- Dave Swarbrick Swarbrick plays Swarbrick

2004
- annA ryderR Paper Girl
- Maartin Allcock, Serving Suggestion (soloalbum)
- Kieran Halpin The Roundtower Sessions
- Gilly Darbey Blues Moving In
- Pete Abbott Against The Wall
- Fairport Convention Cropredy Capers (4-dubbel-cd)

2005
- Joseph Topping Take Me Home
- Ian McCalman McCalman Singular
- Miranda Sykes Band Miranda Sykes Band
- Fairport Acoustic Convention Acoustically Down Under
- Kieran Halpin A Box Of Words And Tunes
- Ken Nicol Thirteen Reasons

2006
- The Working Party Live At The Mill Arts Centre
- Miranda Sykes Bliss
- Gill Allcock Seize The Day
- Swarb's Lazarus Live & Kicking
- Steve Ashley Live In Concert
- Yusuf Islam An Other Cup

2007
- Various Artists Folk Awards 2007
- Tommy Feeney Twilight To Morning

Songbooks
- Fairport Convention 42 Things from 25 Years - 1993
- Allan Taylor We Must Journey On - 1997
- Fairport Convention 58 Pieces from the First 30 Years - 1998
- Kieran Halpin Songbook One - 2000
- Dave Swarbrick Fiddlecase Tunebook - 2003
- Kieran Halpin Songbook Two - 2004
- Fairport Convention Songbook One v2.0 - 2004
- Beth Nielsen Chapman Hymns - 2004
- Sandy Denny The Complete Sandy Denny Songbook - 2005